# Королевство Таити

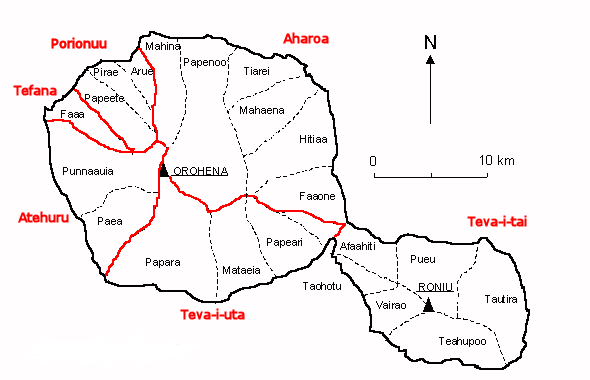
Федерации Таити в XVIII веке (красным)

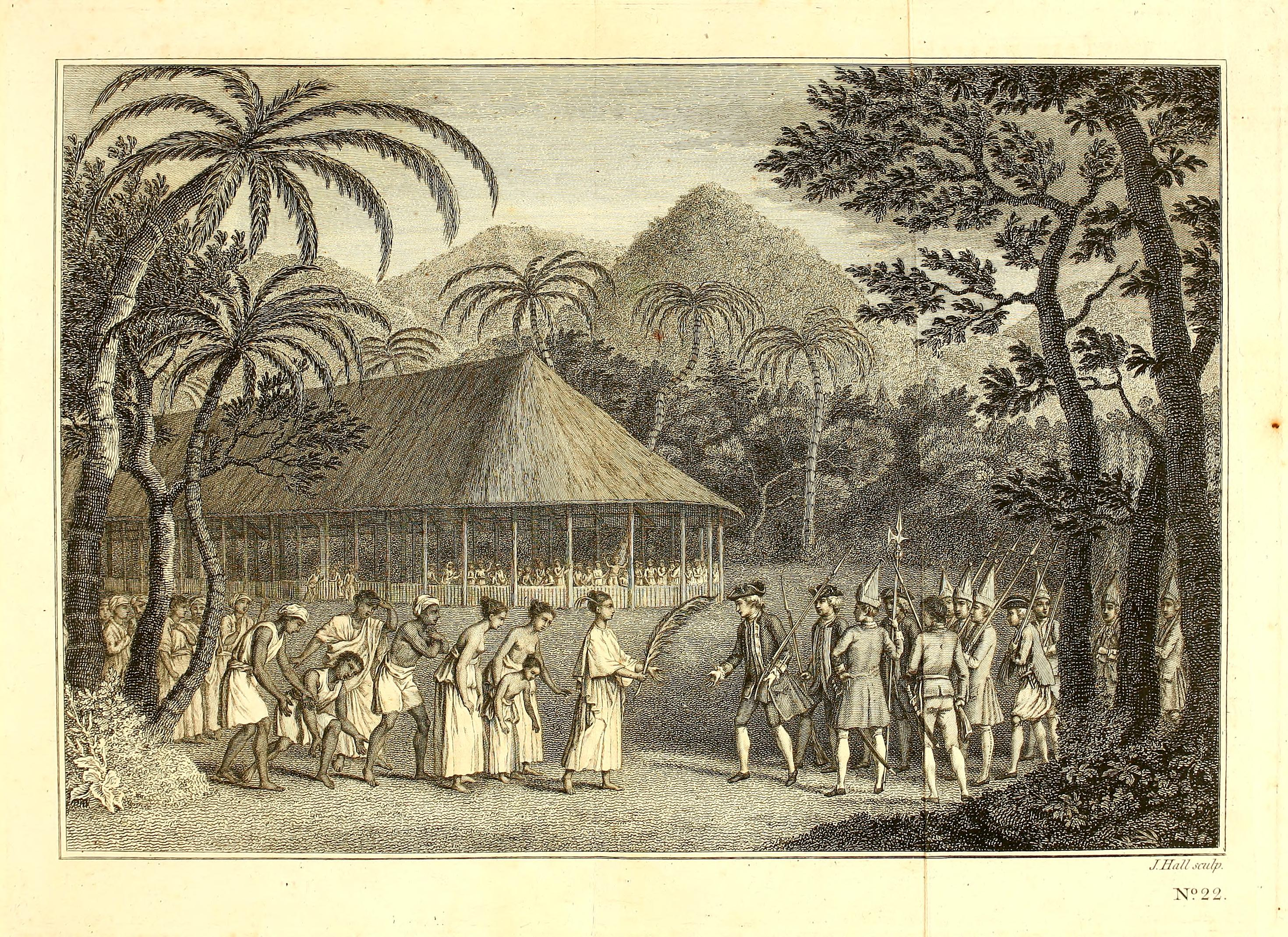
Семюель Уоллис и королева Пуреа, 1767

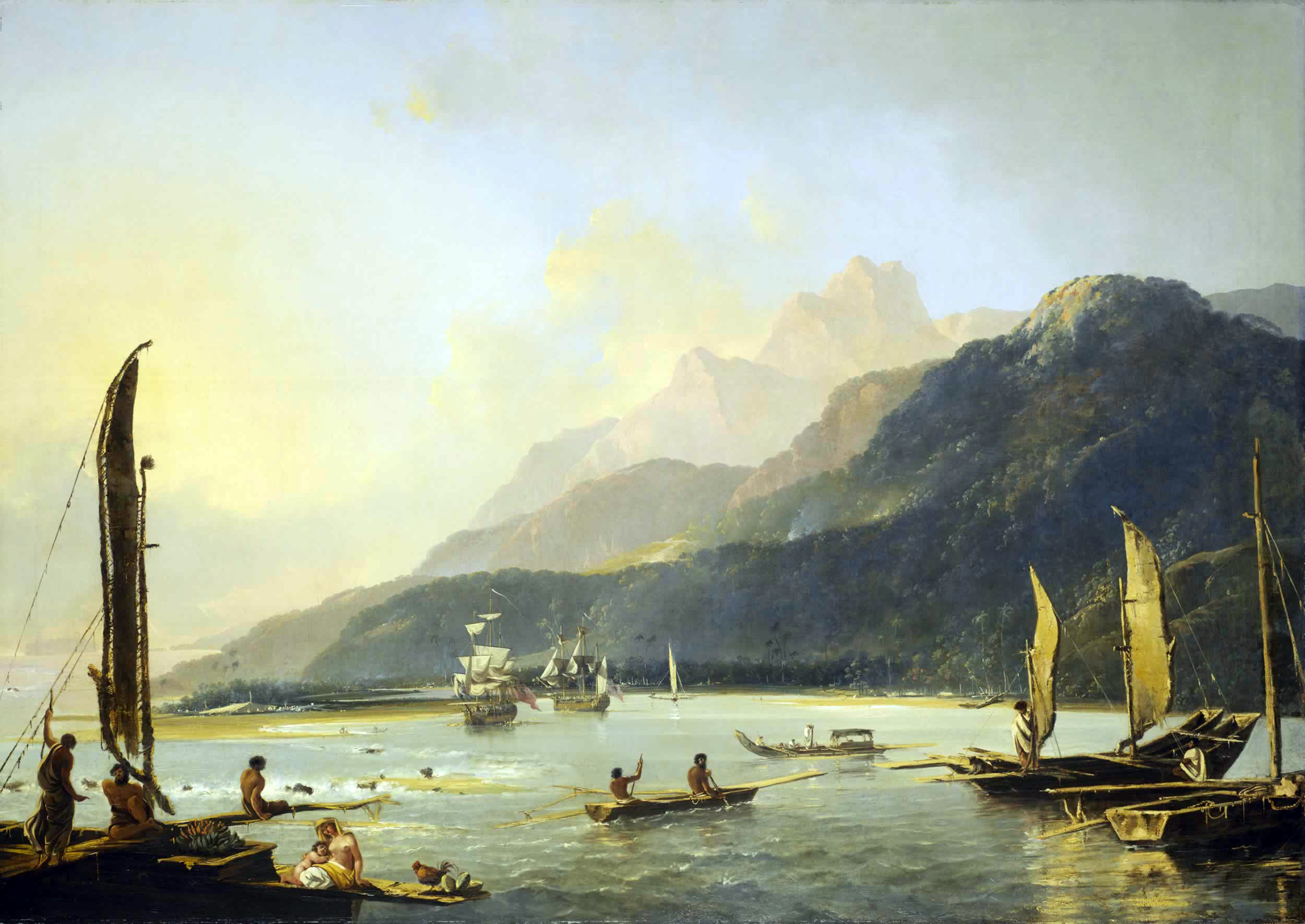
Джеймс Кук в заливе Матавай, 1776

Короле́вство Таи́ти (фр. Royaume de Tahiti) — туземное монархическое государство в Океании с центром на острове Таити. Было основано в 1788 году таитянским верховным вождём Помаре I, поддерживаемым британскими миссионерами и торговцами, в результате объединения островов Таити, Муреа, Тетиароа и Мехетиа. На пике своего развития королевство Таити охватывало территорию всех Наветренных островов, части островов Общества в центральной Полинезии, распространяло влияние на другие острова Полинезии, в частности на Тубуаи и Туамоту.
Наряду с Бора-Бора, Раиатеа и Хуахине, Гавайями, Тонга, Ниуэ-Фекаи, Самоа и Раротонга, в XIX веке Таити представляло собой одно из немногих независимых полинезийских государств, сумевших избежать на некоторое время колонизации со стороны великих держав. Правящая династия на Таити — Помаре — была представлена пятью монархами: четырьмя королями и королевой.
В 1842 году, в период правления королевы Помаре IV, Франция установила протекторат над Таити, а в 1880 году — аннексировала и включила в свой состав в качестве колонии.

## История

### Объединение. Помаре I (1788—1803)
Во второй половине XVIII века междоусобная борьба на Таити и близлежащих островах приобрела значительные масштабы, и отношения между островными родоплеменными объединениями накалились до предела. К концу 1787 года, после нескольких лет соперничества, большинство таитянских вождей выступили против одного из правителей области Тефана — Тоухе (Ту), к тому времени взявшего имя Помаре.
23 декабря 1787 года мятежное миссионерское судно Королевского ВМФ Великобритании Bounty, капитаном которого формально был низложенный моряками Уильям Блай, причалило к берегам Таити. Познакомившись с Помаре, пребывавшем в крайне затруднительном положении, члены экипажа согласились помочь ему в стремлении объединить Таити и соседние острова под его властью, и установили с опальным вождём дружественные отношения. До этого англичане уже оказывали поддержку Помаре: так, в 1779 году, незадолго до своей гибели, Таити посещал Джеймс Кук.
Заручившись помощью восставших моряков, в 1788 году Помаре провозгласил себя королём Таити Помаре I, а в 1790 году — окончательно разбил своих противников, в первую очередь, вождя Эймео Махине и его союзников. Одним из решающих результатов успешного нападения на область Атахуру, вожди которой поддерживали Эймео, был захват мароруа — пояса, украшенного красными перьями — символа королевской власти на Таити. По приказу Помаре этот пояс был продемонстрирован жителям каждой деревни вдоль побережья острова.
Установление стабильной власти Помаре на Таити произошло благодаря восставшим морякам с Bounty. Несмотря на это, в 1791 году король избавился от них, выдав всех мятежников специально присланному для их поимки из Англии капитану Эдуарду. В этом же году Помаре I, по установившейся ещё в период вождества традиции, формально отрёкся от престола в пользу своего сына Помаре II, однако фактически он оставался полновластным правителем Таити до своей смерти в 1803 году. В этот период, в 1797 году, Помаре-старший завершил объединение основной части Таити, подчинив своей власти почти все области Таити-нуи и Таити-ити, а также соседние мелкие острова Эймео, Мотеа, Тетуароа. В то время, как официальная резиденция Помаре II находилась на Таити, его отец жил на острове Эймео, который превратился — наравне с районом Паре — в своего рода домен семьи Помаре.

### Помаре II (1803—1821)

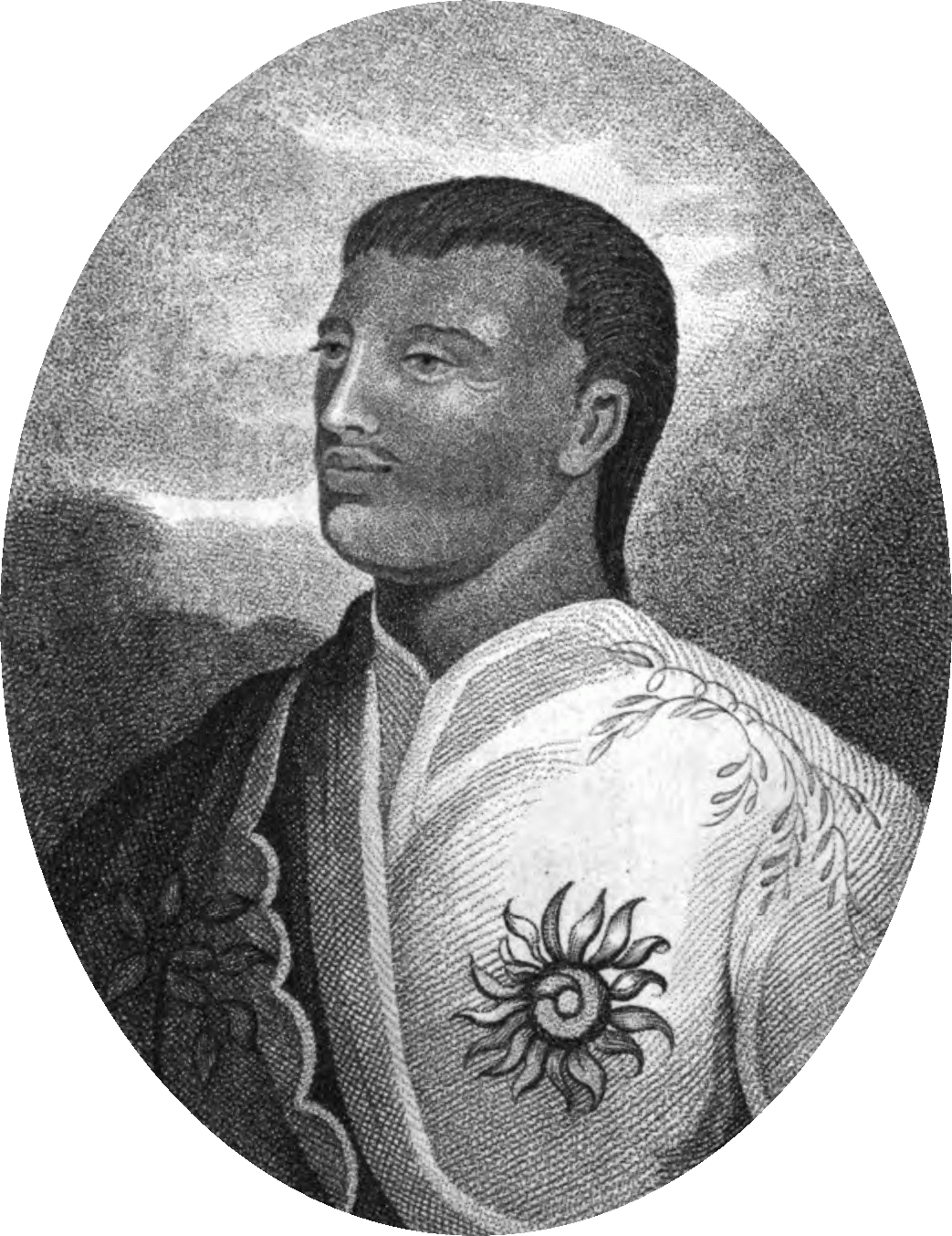
Помаре II

На первых порах своего правления Помаре II, допускавший деятельность протестантских религиозных миссионеров из Европы, не вызывал доверия у населения: таитяне считали европейцев виновными в большом количестве смертей от заболеваний, завезённых ими на остров. В 1808 году власть короля оказалась под угрозой: часть таитянских вождей, возмущённых претензиями Помаре на абсолютную власть, восстала против него, и 22 декабря 1808 года Помаре был вынужден бежать на остров Муреа, но вскоре он возвратился на Таити и к 1811 году окончательно победил своих врагов — во многом благодаря миссионерам. В следующем, 1812 году, король принял христианство (официальное крещение состоялось семью годами позднее), а потом его примеру стали следовать остальные таитяне. 12 ноября 1815 года сторонники Помаре II одержали последнюю и решающую победу над его противниками. Остров Таити полностью перешёл под контроль монарха.
Миссионеры, установившие тесные контакты с королём, осуществили массу преобразований на Таити. Они приучили островитян к европейской одежде, построили на острове сахарное, текстильное предприятия. В 1817 году таитянские власти приобрели первый печатный станок, в 1819 году — культивировали на острове хлопок, кофе, сахар. Благодаря миссионерам в том же году Помаре II издал первый на Таити свод законов, основанный на их предложениях и личных доводах короля. Он поддерживал защиту прав на жизнь и имущество, организацию судов, регистрацию браков, а запрещал полигамию, человеческие жертвоприношения и детоубийство. По приказу Помаре II после принятия христианства в государстве были уничтожены все мараэ и запрещено поклонение языческим богам.

### Последние годы независимости (1821—1843)

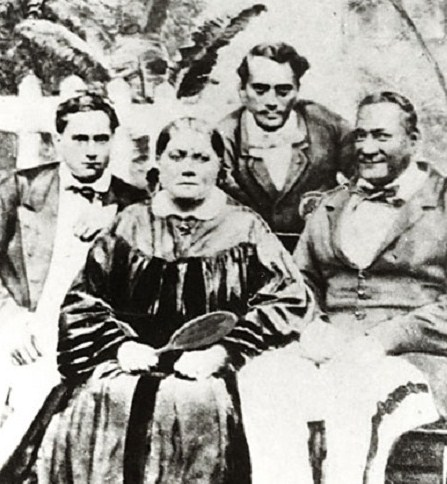
Члены королевской семьи Таити в 1864 году. В центре — Помаре IV, над её левым плечом — Помаре V

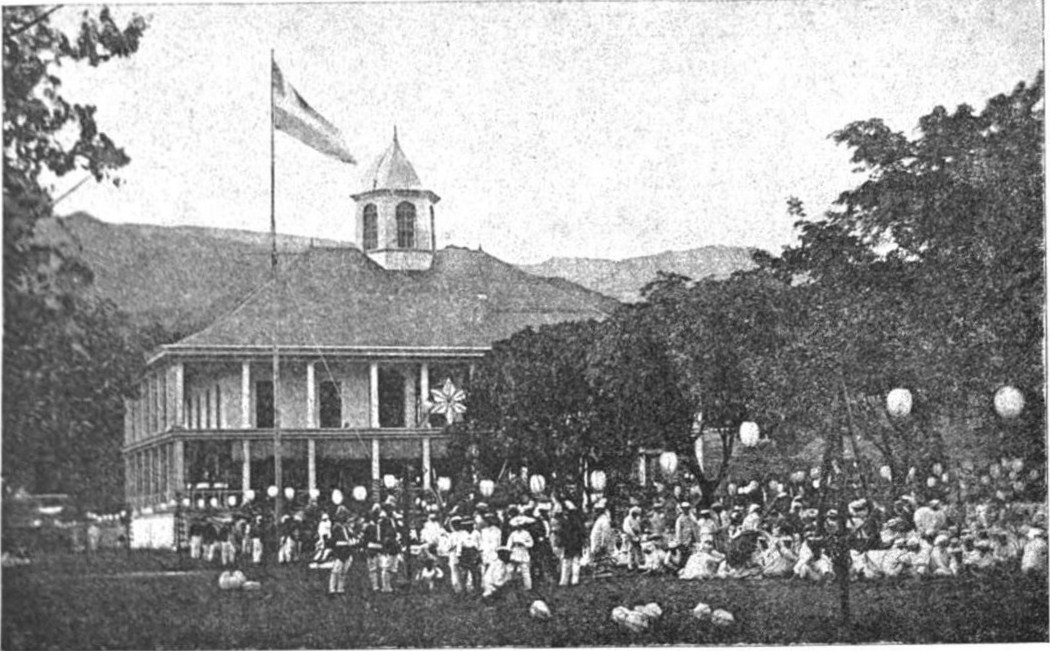
Королевский дворец в Папеэте. Над дворцом — таитянский флаг

После того, как в 1821 году Помаре II умер от алкоголизма, престол занял его малолетний второй сын Помаре III. Фактически в период его правления власть была сосредоточена в руках миссионеров. Спустя шесть лет после восшествия на престол новый король скончался от дизентерии. Ему наследовала сестра, принявшая имя Помаре IV.
При Помаре IV к королевству Таити присоединились острова Раиатеа и Бора-Бора. Королева не проявляла интереса к христианству и в 1830 году даже выразила поддержку в отношении секты мамаиа. В то же время Помаре IV способствовала упрочению хороших отношений между Таити и Великобританией, в частности, сделав своим советником английского миссионера Джорджа Притчарда, а также приняв на острове ряд известных английских учёных и путешественников, включая Чарльза Дарвина.
В 1842 году в дипломатических отношениях между Великобританией и Францией возник кризис, вызванный, в том числе, событиями на Таити: адмирал Дюпти-Туар — французский представитель в королевстве — стал настойчиво предлагать Помаре IV принять протекторат Франции над Таити. Притчард в это время находился в отъезде, но, прибыв, он сразу же приступил к агитации туземцев против французов и римо-католичества. В ответ на это в ноябре 1843 года французские моряки во главе с Дюпти-Тюаром высадились на острове, арестовали Притчарда, а затем переправили его обратно в Великобританию. К тому моменту адмиралу удалось склонить королеву к принятию протекотрата, хотя на деле это не входило в его полномочия. Новости с Таити достигли Европы в 1844 году. Министр иностранных дел Франции Франсуа Гизо, поддерживаемый Луи-Филиппом I, осудил аннексию острова, и Франция не ратифицировала договор о протекторате. Помаре же тем временем переехала на остров Раиатеа, где в 1847 году официально признала установление французского протектората. События, разворачивавшиеся вокруг Таити, вызвали большое недовольство населения британских колоний Австралия и Новая Зеландия. Для того, чтобы успокоить британское правительство, Франция пообещала не ущемлять на острове интересы протестантских миссионеров, Британия, в свою очередь, отказалась от военного вмешательства. В 1847 году между Британией и Францией было подписано соглашение, по которому за Британской империей сохранялась Новая Зеландия, а за Францией — Маркизские острова вместе с Таити. Помаре IV, в свою очередь, возвращалась с острова Раиатеа на Таити: её власть на острове сохранялась, но при этом сильно ограничивалась
.

### Протекторат (1843—1880)
Перейдя под французский протекторат, таитянские власти постепенно стали терять контроль над государством. В 1877 году Помаре IV умерла, и ей наследовал сын, Помаре V. Безынициативный правитель и алкоголик, 29 июня 1880 года новый монарх передал всю полноту королевской власти французской администрации, и таким образом остров Таити перестал быть протекторатом и стал колонией Франции. Сам Помаре V скончался в 1891 году в Папеэте, в королевском дворце.

## Короли Таити
| Портрет | Имя        | Годы жизни | Годы правления |
| ------- | ---------- | ---------- | -------------- |
|         | Помаре I   | 1742—1803  | 1788—1803      |
|         | Помаре II  | 1782—1821  | 1802—1821      |
|         | Помаре III | 1820—1827  | 1821—1827      |
|         | Помаре IV  | 1813—1877  | 1827—1877      |
|         | Помаре V   | 1839—1891  | 1877—1880      |

## Флаги Таити

1822—1829
1829—1842
1842—1843
1843—1880